# Kalevala

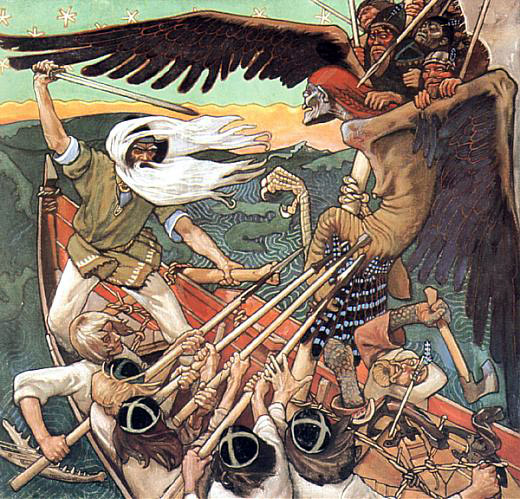
Väinämöinen broni magicznego młynka Sampo przed Louhi. Sammon puolustus (pol. „Obrona Sampo”; mal. Akseli Gallen-Kallela)

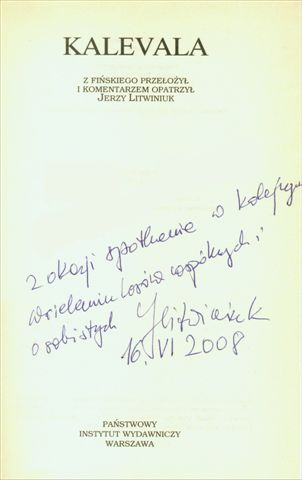
Dedykacja Jerzego Litwiniuka w polskim tłumaczeniu Kalevali

Kalevala, Kalewala (dosł. „Kraina Kalevy”, ważnego mitycznego bohatera Finów, Estończyków, Karelów i innych ludów bałtycko-fińskich) – poemat epicki składający się z pieśni ludowych (tzw. run) i legend z terenów Finlandii, Estonii, Karelii i innych terenów, zebranych i opracowanych w XIX wieku przez Eliasa Lönnrota. Kalevala nazywana jest fińskim eposem narodowym. Kalevala to odpowiednik estońskiego eposu Kalevipoeg („Syn Kalevy”), napisanego przez estońskiego autora Friedricha Reinholda Kreutzwalda. Kalevala przyczyniła się do budzenia świadomości narodowej, wyzwolenia Finlandii spod panowania Rosji i wywarła duży wpływ na współczesną kulturę i sztukę fińską. 28 lutego w Finlandii obchodzi się Dzień Kalevali.
Przekazywane w tradycji ustnej runy, należące do najstarszych zabytków twórczości ludowej, pochodzą z terenów dzisiejszej Finlandii, Estonii, Karelii, Liwonii i terenów płn.-zach. Rosji. Pierwsze próby ich usystematyzowania podejmowano od początku XIX wieku. W 1835 roku lekarz, folklorysta i językoznawca Elias Lönnrot opublikował zbiór pieśni o ludowym bohaterze Väinämöinenie, pod tytułem Kalevala albo Stare pieśni karelskie o dawnych czasach fińskiego ludu, zawierający 35 run. Następne wydanie, zawierające już 50 run, ukazało się w 1850 roku i zostało przez Lönnrota zharmonizowane z różnych wariantów językowych i rytmicznych, oraz uzupełnione tak, że stanowiły logiczną całość.
Poemat obejmuje okres od stworzenia świata do średniowiecza i składa się z różnych wątków, dziejących się w świecie baśniowym i realnym, opisujących życie i czyny bohaterów oraz walkę dwóch wrogich plemion o Sampo – mityczny młynek szczęścia. Niektóre rozdziały opisują zwyczaje obrzędowe oraz pieśni, czary i zaklęcia z czasów pogańskich.
Kalevala została przetłumaczona na kilkadziesiąt języków, zarówno wierszem, jak i prozą. J.R.R. Tolkien przyznał, że była dla niego inspiracją przy pisaniu tekstów wchodzących w skład zbioru Silmarillion. Przykładowo postać Gandalfa ze stworzonej przez niego mitologii Śródziemia jest wzorowana na głównym bohaterze eposu, czarodzieju imieniem Väinämöinen. Także język elfów quenya jest wzorowany na starofińskim.
Pierwsze tłumaczenia fragmentów poematu na język polski powstawały już w drugiej połowie XIX wieku. Pierwszy pełny tekst, w przekładzie filologicznym Karola Laszeckiego i poetyckim Józefa Ozgi-Michalskiego, ukazał się w latach 60. XX wieku. W 1958 roku Janina Porazińska opracowała Kalevalę w wersji dla dzieci. W roku 1998 ukazał się pierwszy przekład bezpośrednio z oryginału na język polski, dokonany przez Jerzego Litwiniuka, znawcę literatur nadbałtyckich. Został on wydany przez Państwowy Instytut Wydawniczy w serii Bibliotheca Mundi.

## Osoby i nazwy własne
- Ahto – bóg morza, mąż Vellamo
- Ainikki – siostra Kaukomieli
- Aino – siostra Joukahainena
- Alue – legendarne jezioro
- Annikki – siostra Ilmarinena
- Äijö – starzec, najpierw synonim boga Ukko, następnie bóg zła
- Etelätär (fin. „córa Południa”) / Suvetar – bogini ciepłego wiatru
- Hällä – wiry wodne w Häme
- Häme – prowincja w środkowej Finlandii
- Hiisi/Lempo – diabeł, zły duch
- Hiitola – siedziba Hiisi
- Hongatar – bogini opiekująca się sosnami
- Horna – diabelska skała
- Ilmari – zob. Ilmarinen
- Ilmarinen – legendarny kowal, towarzysz Väinämöinena, potomek Kalevy
- Ilmatar – „panna przestworzy”, matka Väinämöinena
- Ilpo – ojciec Louhi
- Ilpotar – słynny ród w Pohjoli
- Imatra – największy wodospad w Finlandii
- Joukahainen – dufny młodzian, konkurent Väinämöinena
- Joukola – siedziba Joukahainena
- Kalervo – legendarny bohater z rodu Kalevy
- Kalev/Osmo – legendarny praojciec Finów
- Kalevainen/Osmoinen – potomek Kalevy
- Kalevala – kraina Kalevy
- Kalevatar/Osmotar – dziewczyna z rodu Kalevy
- Kalma – duch, władca grobów
- Kankahatar – bogini tkactwa
- Kapio – piwowarka z rodu Kalevy
- Katajatar – bogini, opiekunka jałowca
- Lemminkäinen/Kaukomieli/Kauko/Saarelainen – syn Lempiego, wielki uwodziciel, potężny wojownik, najlepszy pieśniarz po Väinämöinenie
- Kaukoniemi – siedziba Kaukomieli
- Kauppi – handlarz, wytwarza narty
- Kave – bogini, dziewica przestworzy
- Kemi – rzeka w północnej Finlandii
- Kimmo/Kivi – duch zamieszkujący kamienie
- Kipumäki – góra chorób
- Kipuvuori – wzgórze boleści
- Kivutar – „córa choroby”, bogini niosąca ulgę chorym
- Kullervo – siłacz, syn Kalervo
- Kuutar – bogini tkająca materię powietrzną, córka księżyca
- Kyllikki – żona Kaukomieli, piękność z rodu Saari
- Lempi – ojciec Kaukomieli
- Lokka – matka Ilmarinena
- Louhi – pani na Pohjoli
- Loviatar – ślepa starucha, córka Tuoni, matka chorób
- Luonnotar – bogini przestworzy, córka natury
- Luotola – zatoka u ujścia rzeki Joukoli
- Manalatar – bogini krainy umarłych
- Mariatta – dziewica, która z borówki zrodziła syna
- Mehiläinen – pszczoła
- Melatar – bogini fal prowadząca szczęśliwie statki poprzez sztormy
- Mielikki/Mimerikki – bogini lasów, żona Tapio
- Nyyrikki – bożek lasów, opiekun myśliwych i pasterzy, syn Tapio
- Otavatar – bogini Wielkiej Niedźwiedzicy, tkaczka gwiezdnej materii
- Otso – niedźwiedź
- Päivätar – bogini, prządka materii powietrznej, córka słońca
- Pellervoinen/Sampsa – bóg pól, drzew i roślin
- Pihlajatar – bogini jarzębiny
- Pohjola/Pimentola/Pohia/Sariola/Ulappala – kraina północy
- Remunen – ojciec chmielu
- Ruotus – okrutnik
- Saari – możny ród wyspiarski, z którego wywodzi się Kyllikki
- Sampo – magiczny młynek, dający szczęście, pomyślność i bogactwo
- Savo – kraina na zachód od Karelii
- Sinetär – bogini, opiekunka barwy tkanin
- Sotkotar – bogini kaczek
- Suonatar – bogini krwi
- Suovakko – kucharka na dworze Pohjoli
- Surma – bestia pilnująca wejścia do Tuonela
- Syöjätar – matka węża wodnego
- Tapio/Kuippana – bóg lasów
- Tapiola/Metsola – siedziba Tapio
- Tähetär – bogini, tkaczka materii gwiezdnej
- Tellervo – dziewica leśna, córka Tapio
- Terhenetär/Uutar – bogini mgieł powietrznych
- Tiera – towarzysz Kaukomieli
- Tuometar – bogini czeremchy
- Tuonela/Manala – otoczona rzeką siedziba Tuoni (śmierci)
- Tuoni – 1. śmierć, bóg królestwa śmierci; 2. rzeka umarłych
- Turia – Laponia
- Turso/Tursas/Turisas – olbrzym, potwór morski
- Tuulikki – córa Tapio
- Tuuri/Palvoinen – bóstwo chmur
- Tyrjä – wodospad w Laponii
- Ukko – „starzec” najwyższy bóg
- Untamo – 1. bóg snu 2. Untamoinen
- Untamoinen – brat Kalervo
- Väinämöinen/Suvantolainen/Väinö – główna postać eposu, wiekowy mędrzec, zaklinacz i najlepszy pieśniarz
- Väinölä/Suvantola/Uvantola – siedziba Väinämöinena
- Vellamo – bogini wód, sprzyjająca żeglarzom, żona Ahto
- Vetehinen – bóg topieli
- Vipunen – mag, słynny znawca wiedzy tajemnej
- Virokannas – starzec przybyły z obcych krajów
- Vuoksi – rzeka łącząca jezioro Saimaa z Ładogą

(według przekładu Józefa Ozgi-Michalskiego)